# Erythrocera picta
Erythrocera picta är en tvåvingeart som först beskrevs av Villeneuve 1936.  Erythrocera picta ingår i släktet Erythrocera och familjen parasitflugor.
Artens utbredningsområde är Nigeria. Inga underarter finns listade i Catalogue of Life.